# Saison 2010-2011 de l'Arsenal FC
Maillots
Chronologie
Saison précédente Saison suivante
La saison 2010-2011 de l'Arsenal FC est la 102e saison consécutive du club dans l'élite. En plus d'évoluer en Premier League, les Gunners participent à la Ligue des Champions. Arsenal tentera également de détrôner le Chelsea en FA Cup et Manchester United en Carling Cup.

## Effectif de la saison

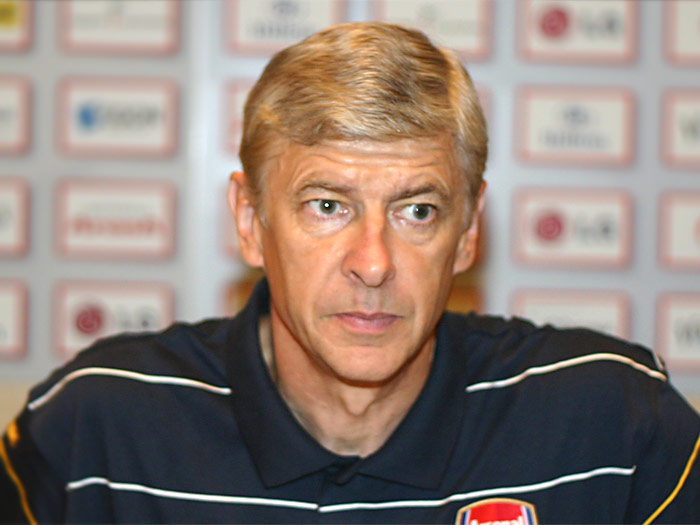
Arsène Wenger, entraîneur d'Arsenal pour la quinzième saison consécutive.

### Joueurs en prêt
- Vito Mannone à Hull City jusqu'à la fin de la saison 2010-2011.
- Armand Traoré à la Juventus jusqu'à la fin de la saison 2010-2011.
- Henri Lansbury à Norwich City jusqu'à la fin de la saison 2010-2011.
- Jay Emmanuel-Thomas à Cardiff City jusqu'à la fin de la saison 2010-2011.
- Aaron Ramsey à Cardiff City jusqu'au 26 février.
- Craig Eastmond à Millwall jusqu'à la fin de la saison 2010-2011.
- Carlos Vela à West Bromwich Albion jusqu'à la fin de la saison 2010-2011.
- Francis Coquelin au FC Lorient jusqu'à la fin de la saison 2010-2011.
- Gilles Sunu au FC Lorient jusqu'à la fin de la saison 2010-2011.
- Gavin Hoyte à Lincoln City FC jusqu'à la fin de la saison 2010-2011.
- Benik Afobe à Huddersfield Town jusqu'à la fin de la saison 2010-2011.
- Mark Leonard Randall à Rotherham United jusqu'à la fin de la saison 2010-2011.
- Kyle Bartley aux Glasgow Rangers jusqu'à la fin de la saison 2010-2011.
- Sanchez Watt à Leeds United jusqu'à la fin de la saison 2010-2011.

## Transferts

### Mercato d'été
| Type           | Date             | Prix    | Joueur              | Ancien/Nouveau club        |
| Transfert      | 1er juillet 2010 | Gratuit | Marouane Chamakh    | Girondins de Bordeaux (D1) |
| Transfert      | 7 juillet 2010   | 8.5M£   | Laurent Koscielny   | FC Lorient (D1)            |
| Transfert      | 22 août 2010     | 6.5M£   | Sébastien Squillaci | FC Séville (D1)            |
| Fin de contrat | 1er juillet 2010 | Gratuit | Fran Mérida         | Atlético de Madrid (D1)    |
| Fin de contrat | 1er juillet 2010 | Gratuit | Philippe Senderos   | Fulham FC (D1)             |
| Fin de contrat | 1er juillet 2010 | Gratuit | Mikaël Silvestre    | Werder Brême (D1)          |
| Fin de contrat | 1er juillet 2010 | Gratuit | William Gallas      | Tottenham Hotspur (D1)     |
| Fin de contrat | 1er juillet 2010 | Gratuit | Sol Campbell        | Newcastle United (D1)      |
| Transfert      | 21 juillet 2010  | 9M€     | Eduardo             | Chakhtar Donetsk (D1)      |
| Prêt           | 31 août 2010     | Gratuit | Armand Traoré       | Juventus (D1)              |
| Prêt           | 12 juillet 2010  | Gratuit | Francis Coquelin    | FC Lorient (D1)            |

### Mercato d'hiver
| Type  | Date            | Prix    | Joueur              | Ancien/Nouveau club |
| Appel | 17 mars 2011    | Gratuit | Jens Lehmann        | Retraite*           |
| Prêt  | 18 janvier 2011 | Gratuit | Jay Emmanuel-Thomas | Cardiff City (D2)   |
| Prêt  | 22 janvier 2011 | Gratuit | Aaron Ramsey        | Cardiff City (D2)   |

- N'ayant plus de gardiens disponibles, le staff des Gunners a fait appel à Lehmann pour remplacer les gardiens blessés.

## Les matchs officiels

### Ligue des Champions
| 1re journée                            | Arsenal                                                         | 6–0 | Braga (D1) | Emirates Stadium, Londres                    |                                              |
| Mercredi 15 septembre 2010 19:45 UTC+0 | 9e (pen.) 53eFàbregas · 30eArchavine · 34eChamakh · 69e 84eVela |     |            | Spectateurs : 59 333 Arbitrage : Alain Hamer | Spectateurs : 59 333 Arbitrage : Alain Hamer |
| Mercredi 15 septembre 2010 19:45 UTC+0 | Rapport                                                         |     |            | Spectateurs : 59 333 Arbitrage : Alain Hamer | Spectateurs : 59 333 Arbitrage : Alain Hamer |

| 2e journée                          | Partizan (D1)   | 1–3 | Arsenal                                  | Stadion Partizana, Belgrade                          |                                                      |
| Mardi 28 septembre 2010 20:45 UTC+1 | 32e (pen.) Cleo |     | 14eArchavine · 70eChamakh · 82eSquillaci | Spectateurs : non annoncé Arbitrage : Wolfgang Stark | Spectateurs : non annoncé Arbitrage : Wolfgang Stark |
| Mardi 28 septembre 2010 20:45 UTC+1 | Rapport         |     |                                          | Spectateurs : non annoncé Arbitrage : Wolfgang Stark | Spectateurs : non annoncé Arbitrage : Wolfgang Stark |

| 3e journée                        | Arsenal                                                            | 5–1 | Chakhtar (D1) | Emirates Stadium, Londres                          |                                                    |
| Mardi 19 octobre 2010 19:45 UTC+0 | 19eSong · 42eNasri · 59e (pen.)Fàbregas · 66eWilshere · 69eChamakh |     | 32e Eduardo   | Spectateurs : 60 016 Arbitrage : Svein Oddvar Moen | Spectateurs : 60 016 Arbitrage : Svein Oddvar Moen |
| Mardi 19 octobre 2010 19:45 UTC+0 | Rapport                                                            |     |               | Spectateurs : 60 016 Arbitrage : Svein Oddvar Moen | Spectateurs : 60 016 Arbitrage : Svein Oddvar Moen |

| 4e journée                           | Chakhtar (D1)                                                  | 2 - 1 | Arsenal            | Donbass Arena, Donetsk                           |                                                  |
| Mercredi 3 novembre 2010 21:45 UTC+2 | Eastmond 27e (csc) · Eduardo 45e · Hubschman · Hubschman · Rat |       | 9e Walcott · Eboue | Spectateurs : 48 765 Arbitrage : Massimo Busacca | Spectateurs : 48 765 Arbitrage : Massimo Busacca |
| Mercredi 3 novembre 2010 21:45 UTC+2 | Rapport                                                        |       |                    | Spectateurs : 48 765 Arbitrage : Massimo Busacca | Spectateurs : 48 765 Arbitrage : Massimo Busacca |

| 5e journée                         | Braga (D1)                                    | 2 - 0 | Arsenal                                     | Estadio AXA, Braga                             |                                                |
| Mardi 23 novembre 2010 19:45 UTC+0 | 83e 90e Matheus · Miguel Garcia · Luis Aguiar |       | Eboue · Djourou · Rosický · Denílson · Vela | Spectateurs : 25 000 Arbitrage : Viktor Kassai | Spectateurs : 25 000 Arbitrage : Viktor Kassai |
| Mardi 23 novembre 2010 19:45 UTC+0 | Rapport                                       |       |                                             | Spectateurs : 25 000 Arbitrage : Viktor Kassai | Spectateurs : 25 000 Arbitrage : Viktor Kassai |

| 6e journée                           | Arsenal                                                 | 3 - 1 | Partizan (D1)       | Emirates Stadium, Londres                          |                                                    |
| Mercredi 8 décembre 2010 19:45 UTC+0 | Van Persie 29e (pen.) · Walcott 73e · Nasri 77e · Sagna |       | 52e Cléo · Krstajić | Spectateurs : 58 845 Arbitrage : Paolo Tagliavento | Spectateurs : 58 845 Arbitrage : Paolo Tagliavento |
| Mercredi 8 décembre 2010 19:45 UTC+0 | Rapport                                                 |       |                     | Spectateurs : 58 845 Arbitrage : Paolo Tagliavento | Spectateurs : 58 845 Arbitrage : Paolo Tagliavento |

| Huitièmes de finale match aller      | Arsenal                        | 2 - 1 | FC Barcelone (D1) | Emirates Stadium, Londres                       |                                                 |
| Mercredi 16 février 2011 19:45 UTC+0 | Van Persie 78e · Archavine 83e |       | Villa 26e         | Spectateurs : 59 927 Arbitrage : Nicola Rizzoli | Spectateurs : 59 927 Arbitrage : Nicola Rizzoli |
| Mercredi 16 février 2011 19:45 UTC+0 | Rapport                        |       |                   | Spectateurs : 59 927 Arbitrage : Nicola Rizzoli | Spectateurs : 59 927 Arbitrage : Nicola Rizzoli |

| Huitièmes de finale match retour | FC Barcelone (D1)                 | 3 - 1 | Arsenal                                    | Camp Nou, Barcelone                         |                                             |
| Mardi 8 mars 2011 20:45 UTC+1    | Messi 45+3e 71e (pen.) · Xavi 69e |       | Busquets 53e (csc) · Van Persie 45+1e, 56e | Spectateurs : - Arbitrage : Massimo Busacca | Spectateurs : - Arbitrage : Massimo Busacca |
| Mardi 8 mars 2011 20:45 UTC+1    | Rapport                           |       |                                            | Spectateurs : - Arbitrage : Massimo Busacca | Spectateurs : - Arbitrage : Massimo Busacca |

Dernière mise à jour : 9 mars 2011

Source : Arsenal FC

## Classements

### Premier League
| Rang | Équipe                | Pts | J  | G  | N  | P | Bp | Bc | Diff |
| ---- | --------------------- | --- | -- | -- | -- | - | -- | -- | ---- |
| 1    | Manchester United (V) | 66  | 31 | 19 | 9  | 3 | 68 | 32 | +36  |
| 2    | Arsenal               | 59  | 30 | 17 | 8  | 5 | 59 | 29 | +30  |
| 3    | Manchester City       | 56  | 31 | 16 | 8  | 7 | 50 | 27 | +23  |
| 4    | Chelsea (T)           | 55  | 30 | 16 | 7  | 7 | 54 | 25 | +29  |
| 5    | Tottenham Hotspur     | 50  | 30 | 13 | 11 | 6 | 41 | 34 | +7   |

| Légende : Qualifications et relégations | Légende : Qualifications et relégations |
| --------------------------------------- | --- |
|                                         | Ligue des Champions 2011-2012 (Phase de groupes) |
|                                         | Ligue des Champions 2011-2012 (Tour de barrages pour non-champions)                                                                                         |
|                                         | Ligue Europa 2011-2012 (Tour de barrages) |
|                                         | Ligue Europa 2011-2012 (3e tour de qualification) |
|                                         | Relégation en FL Championship |
|                                         | (T) : Tenant du titre 2009-2010 (C) : Vainqueurs de la FA Cup (L) : Vainqueurs de la Carling Cup (P) : Promus en 2009-2011 (V) : Vice-Champion en 2009-2010 |

### Ligue des Champions
| Rang | Équipe            | Pts | J | G | N | P | Bp | Bc | Diff |
| ---- | ----------------- | --- | - | - | - | - | -- | -- | ---- |
| 1    | Chakhtar Donetsk  | 15  | 6 | 5 | 0 | 1 | 12 | 6  | +6   |
| 2    | Arsenal           | 12  | 6 | 4 | 0 | 2 | 18 | 7  | +11  |
| 3    | Braga             | 9   | 6 | 3 | 0 | 3 | 5  | 11 | -6   |
| 4    | Partizan Belgrade | 0   | 6 | 0 | 0 | 6 | 2  | 13 | -11  |

| Légende | Légende                                                 |
| ------- | ------------------------------------------------------- |
|         | Qualifié en phase finale de la Ligue des Champions      |
|         | Redirection en 16e de finale de l'Europa League         |
|         | Éliminé de toutes compétitions européennes cette saison |